# 타란텔라

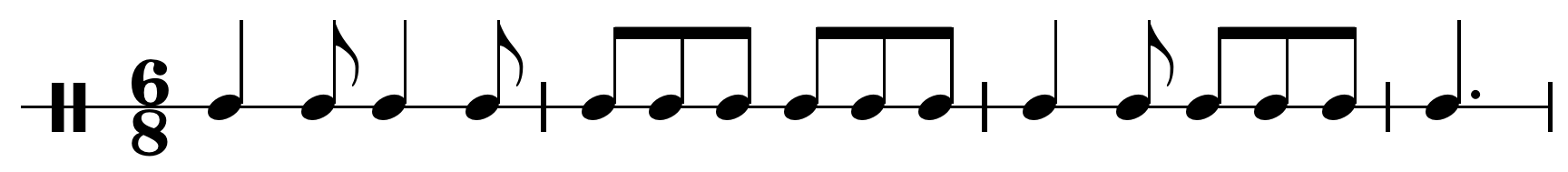
타란텔라의 리듬.

타란텔라(tarantella)는 이탈리아 나폴리 지방의 춤곡이다.
빠른 속도의 춤곡이며, 6/8박자 또는 3/8박자와 같은 3박자 계열의 빠른 템포로 구성되어 있으며 장조와 단조가 교대로 나타난다.
예술작품으로는 쇼팽, 리스트, 베버 등이 남긴 작품이 있다.

## 같이 보기
- 콘트라단자
- 죽음의 무도